# Kalixlöjrom

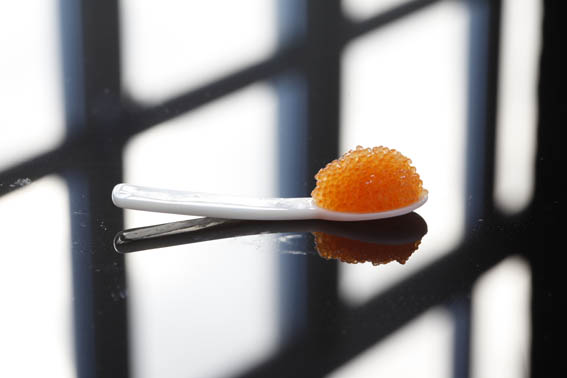
Kalixlöjrom

Kalixlöjrom är rom från siklöja Coregonus albula i Bottenviken. Det är sedan 2010 en skyddad ursprungsbeteckning.
Siklöjan som ger Kalixlöjrom tillhör familjen laxfiskar, och varje honfisk ger cirka 3–5 gram rom. Det enda som tillsätts löjrommen innan infrysning är 4 procent salt.
Fisket bedrivs genom partrålning med start söndag kring 20 september och pågår under fem veckor. Fiskeområdet begränsas av Åbyälvens utlopp i söder och Torne älvs utlopp i norr samt 40 km ut från kusten som yttre gräns. Fisket regleras genom så kallad egenförvaltning där Norrbottens Kustfiskares producentorganisation (NKFPO) samarbetar med Havs- och vattenmyndigheten (HaV) och marinbiologer vid Sveriges lantbruksuniversitet (SLU) för att upprätta en förvaltningsplan för hållbart fiske och tilldelar årligen cirka 35 licenser för trålfiske. Den totala mängden siklöja som fiskas är cirka 1 300 ton per år.
År 2015 certifierades fisket som långsiktigt hållbart av Marine Stewardship Council (MSC) med Bureau Veritas som internationellt ackrediteringsorgan.